# Jean-Marc Tran Tan Ba
Jean-Marc Tran Tan Ba est un chef décorateur français.

## Filmographie (sélection)
- 2000 : Les Gens qui s'aiment de Jean-Charles Tacchella
- 2001 : La bande du drugstore de François Armanet
- 2005 : Marock de Laïla Marrakchi
- 2005 : La Jungle de Matthieu Delaporte
- 2007 : La Part animale de Sébastien Jaudeau
- 2007 : Je déteste les enfants des autres d'Anne Fassio
- 2008 : Vilaine de Jean-Patrick Benes et Allan Mauduit
- 2009 : London River de Rachid Bouchareb
- 2009 : Rien de personnel de Mathias Gokalp
- 2009 : Une affaire d'État d'Éric Valette
- 2010 : Le Nom des gens de Michel Leclerc
- 2010 : Djinns d'Hugues Martin et Sandra Martin
- 2011 : L'Exercice de l'État de Pierre Schoeller
- 2012 : Du vent dans mes mollets de Carine Tardieu
- 2013 : Les Reines du ring de Jean-Marc Rudnicki
- 2014 : À coup sûr de Delphine de Vigan
- 2015 : La Vie très privée de Monsieur Sim de Michel Leclerc
- 2015 : Je suis à vous tout de suite de Baya Kasmi
- 2016 : Joséphine s'arrondit de Marilou Berry
- 2017 : Ôtez-moi d'un doute de Carine Tardieu
- 2017 : C'est beau la vie quand on y pense de Gérard Jugnot
- 2018 : Le Doudou de Julien Hervé et Philippe Mechelen
- 2022 : Les Jeunes Amants de Carine Tardieu
- 2023 : Sage-Homme de Jennifer Devoldère
- 2023 : L'Établi de Mathias Gokalp
- 2023 : Bernadette de Léa Domenach

## Distinctions

### Nominations
- César 2012 : César des meilleurs décors pour L'Exercice de l'État